# Fuentes Nuevas
Fuentes Nuevas, también conocido como Fuentesnuevas, es una localidad de España perteneciente al municipio de Ponferrada, en la comarca de El Bierzo, provincia de León, comunidad autónoma de Castilla y León.
Se sitúa a 4,5 km del centro de Ponferrada, y limita con los municipios de Camponaraya, Cortiguera, Columbrianos, y con los barrios ponferradinos de Cuatrovientos, La Placa y La Martina.

## Historia
Fuentes Nuevas tiene su origen en la época medieval. Su proximidad al Camino de Santiago favoreció el asentamiento de personas de diversas procedencias, quienes contribuyeron al crecimiento y desarrollo del lugar. Durante siglos, la zona conocida como la dehesa del Fabero, situada entre Ponferrada y Carracedelo, fue motivo de disputa entre el Concejo de Ponferrada y el Monasterio de Carracedo.[cita requerida]

## Demografía
| Gráfica de evolución demográfica de Fuentesnuevas entre 2000 y 2023 |
|                                                                     |
| Población de hecho según los censos de población del INE.           |

## Economía

### Agricultura y ganadería

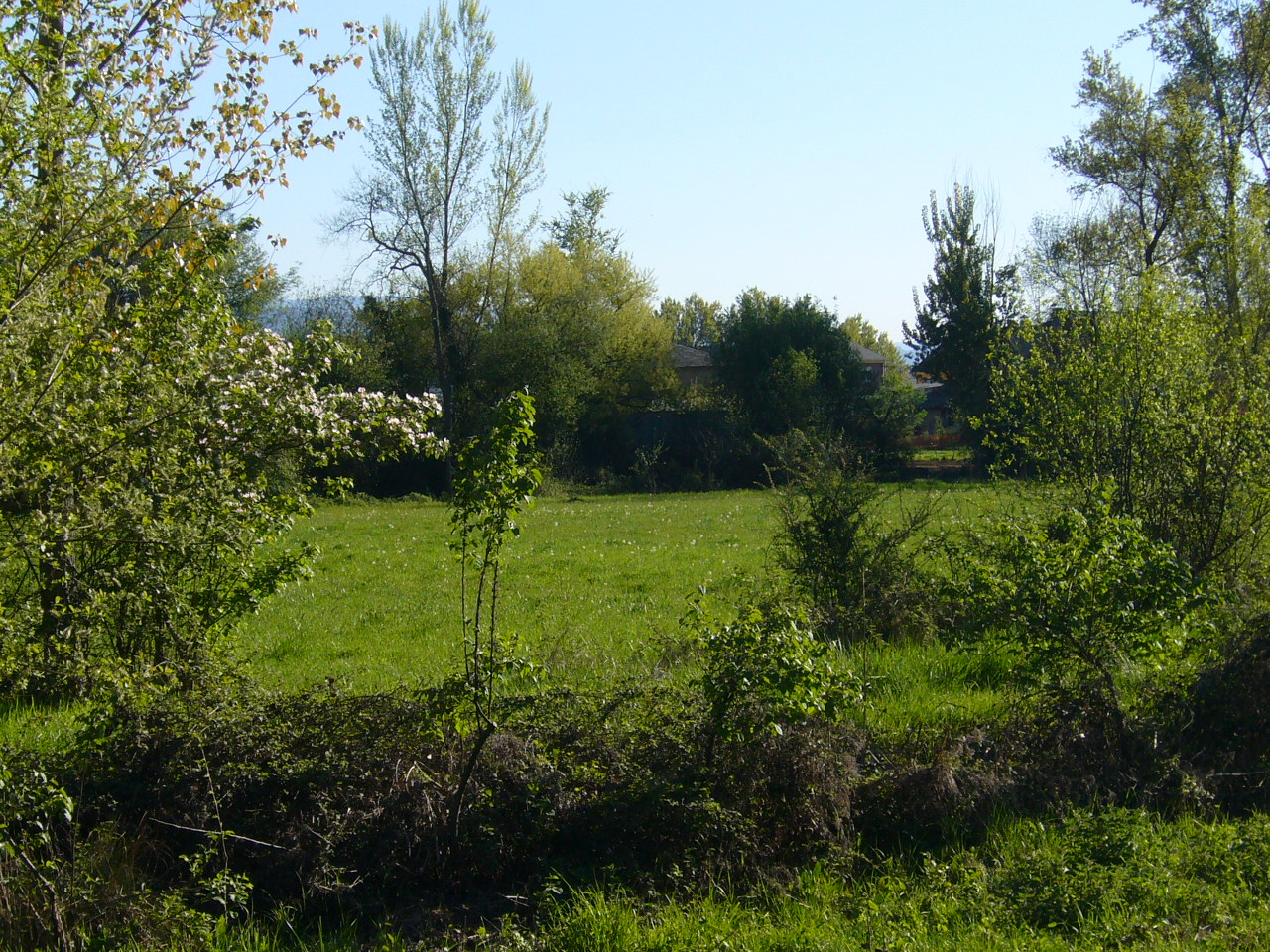
Prados del pueblo (2008)

Fuentes Nuevas cuenta con una extensa área cultivable, aunque el sector agrícola se ha reducido debido a la expansión urbana. Los cultivos tradicionales incluyen productos hortícolas y viñedos; también se encuentran invernaderos para la producción de flores y lechugas, que se comercializan a nivel local.[cita requerida] En ganadería, destaca la producción de ganado vacuno en extensivo, actividad que ha crecido con el abandono de tierras de cultivo y la transformación de éstas en pastizales.

### Industria
Fuentes Nuevas dispone de un polígono industrial, Cantalobos, que fue el primer polígono de la comarca de El Bierzo.[cita requerida]

## Servicios
La localidad cuenta con el Hospital del Bierzo, la residencia de ancianos Hogar 70, el instituto de educación secundaria IES Fuentesnuevas, el colegio de educación infantil y primaria CEIP La Cogolla, y el colegio público de educación especial Bergidum. Además, dispone de farmacia, un centro de salud, Proyecto Hombre, un centro cívico, piscinas municipales y el pabellón deportivo Nuria Lugueros. Está conectada con el centro de Ponferrada a través de las líneas 2, 5, 6 y 7 del SMT.[cita requerida]

## Cultura

### Patrimonio
- La Cogolla: antiguo monte de robles que servía para la recolección comunal.
- El Cachapón: lugar de aprendizaje de natación para los vecinos.
- La cuesta de la iglesia: área que albergaba el emplazamiento original del pueblo.
- La fuente de los perales: antiguo lavadero público.
- El Coquin: gran pradera comunal donde el pasto es abierto a partir del 15 de agosto.
- Valdemolin: zona donde se situaba un antiguo molino.
- El Poblado: construido para los colonos afectados por el pantano de Bárcena.[cita requerida]

Entre los edificios religiosos destacan:
- Iglesia de Nuestra Señora: conocida por su nido de cigüeñas y su retablo del siglo XVIII.
- Ermita del Divino Cristo: también llamada "Ermita de la Vera Cruz", construida en 1662, ha sido restaurada respetando su estructura original.

En la zona antigua se encuentran las casonas de los Villarino y los Cartujo, así como restos de un convento con una portada y bodega abovedada.

### Lingüística
El idioma predominante es el castellano. En los siglos XIV y XV, la influencia cultural gallega fue significativa debido al dominio del Conde de Lemos, lo que dejó huellas en la lengua y las costumbres, con la incorporación de giros y expresiones galaicas. Este "acento gallego" perdura debido a la migración de población desde el occidente berciano, más galleguizado.[cita requerida]

### Fiestas
- Magosto: evento en el que la juventud se reúne para disfrutar de castañas asadas y música, celebrando la antigua tradición de recolectar castañas en los sotos de la Cogolla.
- Fiestas patronales: en junio (alrededor del día 16) se celebra el Corpus Christi con una misa en la ermita del Cristo. Las fiestas grandes, en honor a Nuestra Señora y San Roque, se celebran el 15 de agosto, e incluyen el Festival de la sardina y la Procesión de la Luz, una procesión nocturna con velas que recorre las calles de Fuentes Nuevas.[cita requerida]

### Deporte
El pueblo cuenta con el equipo de fútbol C.D. Fuentesnuevas, fundado en 1963, que forma a jóvenes en distintas categorías: benjamines, alevines, infantiles, cadetes y juveniles.